# Paradijspitta
De paradijspitta (Megalampitta gigantea synoniem:Melampitta gigantea) is een middelgrote, bodembewonende vogel uit Nieuw-Guinea. 

## Taxonomie
De vogel werd in 1899 door Lionel Walter Rothschild geldig beschreven. De geslachtsnaam Megalampitta is in 2014 door Schodde & Christidis ingesteld, daarvoor werd de paradijspitta samen met de kleine paradijspitta in één geslacht geclassificeerd. Op grond van DNA-onderzoek en volgens morfologische gegevens, zoals de bouw van de syrinx, is er groot verschil tussen de soorten. Deze verschillen zijn te groot om beide in een geslacht te plaatsen.

## Kenmerken
De paradijspitta is ongeveer 29 cm lang, ruim anderhalf keer zo groot als de kleine paradijspitta. Het is een onopvallende zwarte vogel met een relatief lange staart. De verhouding staart-vleugel is 0,8 tot 0,9 (bij de de kleine paradijspitta is dat 0,58 tot 0,70). Verder heeft de soort een forse donkergrijze snavel. Het is een schuwe, lastig waar te nemen vogelsoort die leeft op de grond en zelden vliegt. Jonge vogels hebben donkerbruine veren op de stuit en de borst.

## Verspreiding en leefgebied
De vogel is endemisch in Nieuw Guinea. Hij komt voor in afgelegen regenwouden op een hoogte tussen de 750 en 1000 meter boven de zeespiegel.

## Status
De grootte van de populatie is niet gekwantificeerd maar de soort wordt omschreven als zeldzaam. Op de Rode lijst van de IUCN heeft deze soort de status niet bedreigd.